# Ямады
Ямады (баш. Ямаҙы) — село в Янаульском районе Республики Башкортостан Российской Федерации. Центр Ямадинского сельсовета.

## География

### Географическое положение
Находится при впадении речки Байман в реку Уман-Гора (Урман-Гарей). Расстояние до:
- районного центра (Янаул): 32 км,
- ближайшей ж/д станции (Янаул): 32 км.

## История
Деревня основана башкирами Урман-Гарейской волости Бирского уезда на собственных землях, известна с 1786 года. По V ревизии 1795 года здесь было 10 дворов и 48 башкир (31 мужчина, 17 женщин).
В 1816 году — 95 человек в 15 дворах.
В 1834 году VIII ревизией учтено 22 двора и 183 человека; в 4 семьях жили многоженцы. В 1842 году жители деревни имели 154 лошади, 170 коров, 137 овец, 129 коз. Пчеловоды имели 180 ульев и 170 бортей. Было 2 мельницы. Сеяли 369 пудов озимого и 560 пудов ярового хлеба (в среднем по 5 пудов на жителя). В 1859 году учтено 420 человек в 60 дворах.
В конце 1865 года — деревня Ямадина (Емадина) 2-го стана Бирского уезда Уфимской губернии, 72 двора и 418 жителей (212 мужчин и 206 женщин), башкиры. Имелись мечеть, 2 водяные мельницы; жители, кроме сельского хозяйства, занимались пчеловодством, лесным промыслом и извозом.
В 1896 году в деревне Ямады Кызылъяровской волости VII стана Бирского уезда — 116 дворов и 650 жителей (342 мужчины, 308 женщин). Имелись мечеть, хлебозапасный магазин, мукомольная мельница, торговая лавка и кузница. По данным переписи 1897 года в деревне проживал 681 житель (338 мужчин и 343 женщины), из них 670 были магометанами.
В 1906 году — деревня Ямадина, 143 двора и 753 человека (364 мужчины, 389 женщин), мечеть, 3 бакалейные лавки, хлебозапасный магазин и 2 мельницы.
По данным подворной переписи, проведённой в уезде в 1912 году, деревня входила в состав Югомашевского сельского общества Кызылъяровской волости. В ней имелось 169 хозяйств башкир-вотчинников (из них 9 безземельных), где проживало 812 человек (410 мужчин, 402 женщины). Количество надельной земли составляло 2560 казённых десятин (из неё 992,6 десятин сдано в аренду), в том числе 1591 десятину пашни и залежи, 648 десятин леса, 228 десятин сенокоса, 44 десятины усадебной земли и 49 — неудобной земли. Также 132,5 десятин было арендовано. Посевная площадь составляла 1054,7 десятин, из неё 42,8 % занимала рожь, 36,1 % — овёс, 11,1 % — греча, 4 % — горох, 2,8 % — ячмень и 2,7 % — просо, остальные культуры (в основном картофель и конопля) занимали 1,4 % посевной площади. Из скота имелось 418 лошадей, 539 голов КРС, 909 овец и 32 козы. 16 человек занимались промыслами. 18 хозяйств держали 195 ульев пчёл.
В 1920 году по официальным данным в деревне Ямады (Юмады) той же волости 186 дворов и 876 жителей (427 мужчин, 449 женщин), все башкиры. С 1920 года деревня была центром Кызылъяровской волости, до 1930 года входившей в состав Бирского кантона Башкирской АССР.
В 1939 году в деревне Ямады, центре Ямадинского сельсовета Янаульского района — 950 жителей.
В 1959 году уже в селе Ямады — 929 жителей, в 1970-м — 964 человека.
В 1979 году — 794 человека, в 1989-м — 556 человек.
В 2002 году — 519 человек (247 мужчин, 272 женщины), башкиры (85 %).
В 2010 году — 482 человека (222 мужчины, 260 женщин).

## Население
| 2002 | 2009 | 2010 |
| ---- | ---- | ---- |
| 519  | →519 | ↘482 |

## Инфраструктура
- Имеются школа (основана в 1908 году как медресе, затем начальная, в 1930-х годах семилетняя, с 1939 года средняя[22]), детский сад «Ляйсан», сельская врачебная амбулатория, ветеринарный участок, сельский дом культуры с библиотекой, 5 магазинов[23], а также почтовое отделение.
- Из предприятий — зерноток и недействующая машинно-тракторная мастерская[23].
- Также имеются мемориал «Вечная память односельчанам» у дома культуры[24] и музей Ильдара Юзеева, открытый в октябре 2008 года в доме культуры[25].

## Религия
В ноябре 2008 года открылась мечеть.

## Известные люди
- Ильдар Юзеев (1933—2004) — народный поэт, лауреат государственной премии Татарстана им. Г. Тукая.
- Эрот Зарипов (1938—2009) — художник, заслуженный деятель искусств Татарстана.
- Гиниятуллина, Альфиза Муллахметовна (р. 17 октября 1936 года) — оператор по добыче нефти и газа, Герой Социалистического Труда, заслуженный нефтяник Башкирской АССР (1986).